# شوكولا (فلم 2016)
شوكولا (بالفرنسية: Chocolat) و فيلم درامي كوميدي فرنسي بطولة الممثلين عمر سي وجيمس ثيري و إخراج رشدي زيم المغربي الأصل.الفيلم مستوحى من كتاب شوكولا مهرج زنجي: قصة منسية للفنان الأسود الأول من مسرح الفرنسي لجيرارد نوريل الذي نشرته بايارد في عام 2012.

## روابط خارجية
- شوكولا على موقع IMDb (الإنجليزية)
- شوكولا على موقع روتن توميتوز (الإنجليزية)
- شوكولا على موقع نتفليكس (الإنجليزية)
- شوكولا على موقع قاعدة بيانات الأفلام العربية
- شوكولا على موقع ألو سيني (الفرنسية)
- شوكولا على موقع Turner Classic Movies (الإنجليزية)
- شوكولا على موقع أول موفي (الإنجليزية)
- شوكولا على موقع فيلمافينيتي (الإسبانية)
- شوكولا على موقع قاعدة بيانات الأفلام السويدية (السويدية)
- شوكولا على موقع قاعدة بيانات الفيلم (الإنجليزية)